# プラルボイーノ
プラルボイーノ（伊: Pralboino）は、イタリア共和国ロンバルディア州ブレシア県にある、人口約2,800人の基礎自治体（コムーネ）。

## 地理

### 位置・広がり

#### 隣接コムーネ
隣接するコムーネは以下の通り。括弧内のCRはクレモナ県所属を示す。
- ガンバラ
- ゴットレンゴ
- ミルツァーノ
- オスティアーノ (CR)
- パヴォーネ・デル・メッラ
- セニーガ

### 地震分類
イタリアの地震リスク階級 (it) では、3 に分類される
。